# Serie de Los Cabos
La Serie de Los Cabos es una formación geológica  que forma parte de la zona geológica Asturoccidental-Leonesa (ZAOL), en el noroeste de la península ibérica. Data del Cámbrico medio y superior, hasta la transición con el Ordovícico. Cuenta con varios miembros, compuestos por distintas proporciones de pizarras, areniscas y cuarcitas. Es relativamente pobre en fósiles, aunque existen numerosos depósitos de trilobites en la parte inferior y yacimientos aislados de moluscos, equinodermos y braquiópodos en los niveles superiores. El nombre se debe a la presencia de materiales de la formación en varios cabos de la costa asturiana.

## Estratigrafía
La Serie de Los Cabos es un espeso conjunto detrítico de la Zona Asturoccidental Leonesa (ZAOL) situado sobre la formación del Cámbrico medio Caliza de Vegadeo y bajo las Pizarras de Luarca, del Ordovícico; se corresponde en edad con las formaciones Oville y Cuarcita de Barrios de la Zona Cantábrica. En la parte más externa de la ZAOL, la formación se presenta completa y su espesor alcanza los 4000 metros en el Dominio del Navia. En los estudios litoestratográficos de la
formación se mencionan los siguientes miembros:
- Un nivel inferior de pizarras verdes, de unos 300 m de espesor, que contienen pizarras, margas y siltitas acompañados de fósiles de trilobites del Cámbrico medio.[4]
- Capas de areniscas dispuestas en bancos de 20 a 50 m alcanzando un espesor total de 200 m («Capas de Bres»).
- Capas alternantes de pizarras y siltitas, con algunas intercalaciones de areniscas; este miembro, conocido como «Capas de Taramundi», alcanza una potencia total de 2300 m.
- Capas inferiores del Eo, compuestas de cuarcitas intercaladas con pizarras y areniscas.
- Capas superiores del Eo, también identificadas con la Cuarcita armoricana,[5]  constituidas por cuarcitas blancas.

Los niveles de las cuarcitas superiores varían desde los 2000 m en el extremo oriental del Dominio del Navia disminuyen hasta los 50 m hacia el oeste de la zona geológica.

## Sedimentología
En las Capas de Bres se distingue sedimentación predominantemente de laminación paralela o cruzada de ángulo bajo, sin bioturbación. En los niveles inferiores de las Capas de Taramundi, se aprecia estratificación predominantemente de tipo lenticular, con algo de laminación paralela. El grado de bioturbación es muy bajo. Los niveles intermedios, con preponderancia de areniscas, presentan estructuras sedimentarias similares a las de las Capas de Bres. mientras que los niveles superiores, compuestos de pizarras homogéneas, aparecen menos laminaciones. En Las Capas del Eo la bioturbación es más importante. La estratificación de las capas inferiores es más irregular y variada; las capas superiores se caracterizan por estratificación cruzada con laminación paralela.

## Paleontología
La Serie de los Cabos contiene pocos fósiles, a excepción de su miembro inferior donde se han hallado muchos restos de trilobites datantes del Cámbrico medio, como Acadolenus cf. decorus, Peronopsella p. prokovskajae, Condylopyge cf. carinata y el subpiso de Solenopleuropsis descrito por Sdzuy 1971.  En los demás miembros existen pocos restos fósiles, aparte de icnofósiles, como Rusophycus, y Cruziana, entre otros, pero se ha constatado le presencia de moluscos, equinodermos y braquiópodos; Jaritz encontró lumaquelas de órtidos y lingúlidos en los miembros superiores. En 1994, Villas et al. publicaron un estudio sobre un yacimiento de  Protambonites primigenius cerca de La Caridad, en Asturias, datado por los autores en la transición entre el  Cámbrico y el Ordovícico y que ha aportado nueva información sobre las características del género y su relación con otras especies.

## Ambiente de formación
Se considera que las pizarras del miembro inferior de la serie se depositaron en un medio marítimo poco profundo, consistente con la presencia de trilobites y equinodermos en este nivel. Las Capas de Bres parecen haberse formado en un ambiente marino de menor profundidad, como una playa, por lo que se presume una regresión del nivel del mar con respecto al nivel precedente. La aparición de estructuras sedimentarias lenticulares es característcia de fases de oleaje y corrientes turbulentas seguidas por periodos en aguas más tranquilas, durante los que se depositan las pizarras, lo que sugiere un ambiente submareal o intermareal. Las Capas del Eo, por su parte, sugieren otra regresión del medio marino.

## Recursos naturales
En la zona de transición entre las formaciones  Serie de Los Cabos y Pizarras de Luarca se da la asociación de plomo-cinc-cobre-hierro-plata; cerca de la costa hay algunos depósitos estratiformes de tipo sedimentario de ganga de siderita, asociada a pirita, marcasita, galena y calcopirita y otros minerales. A veces aparecen plomo y plata nativos, así como arsenopirita con oro. También se encuentran minerales de cobre, en asociación con cobalto cerca de Villayón.

## Historia
Los primeros estudios sobre la Serie de los Cabos fueron publicados por Guillermo Schulz y Charles Barrois en 1858 y 1882 respectivamente. Barrois, así como Luis Adaro y Gumersindo Junquera mencionaron el hecho de que las capas de cuarcitas de la formación pueden apreciarse en numerosos cabos de la costa Cantábrica, lo que determinó el nombre de la formación, acuñado por Franz Lotze en 1957. Fue también Lotze quien compiló las características estratigráficas y litológicas, basado en estudios realizados por sus alumnos Werner Jaritz y Albert Fäber, quienes, junto con Roland Walter, estudiaron la sedimentología de la formación. Las primeras dataciones estratigráficas basadas en restos fósiles fueron realizadas por Alberto Marcos en 1973 y  Chris Baldwin en 1975.